# Freddie Laker
Sir Frederick Alfred Laker (* 6. August 1922 in Canterbury; † 9. Februar 2006 in Miami), besser bekannt als Sir Freddie Laker, war ein britischer Unternehmer. Bekannt wurde er vor allem durch seine Fluggesellschaft Laker Airways, die als erste das No-frills-Konzept auf Langstrecken einführte.

## Erste eigene Airline-Gründungen (1949–1965)
Laker begann seine Karriere in der Luftfahrtbranche beim Hersteller Shorts. Im Zweiten Weltkrieg war Laker Mitglied der Air Transport Auxiliary, wo er bis 1946 blieb. In diesem Jahr gründete er seine erste Gesellschaft, Air Charter, mit der er unter anderem Frachtflüge für die Berliner Luftbrücke durchführte. 1949 kaufte Laker Aviation Traders auf, eine Gesellschaft, die unter anderem ausgemusterte Flugzeuge ausnahm und Triebwerkumrüstungen vornahm. Im Jahr 1954 gründete Freddie Laker die Fluggesellschaft Channel Air Bridge, mit der er unter anderem Carvair-Flugzeuge betrieb, die Autos über den englischen Kanal beförderten. Im Jahr 1959 ging Lakers erste Airline, Air Charter, in der Channel Air Bridge auf. Channel Air Bridge selbst wurde 1960 von Air Holding, der Muttergesellschaft von British United Airways, aufgekauft. Der Name Channel Air Bridge blieb danach jedoch noch über zwei Jahre in Gebrauch. Die Gesellschaft fusionierte 1963 mit Silver City Airways zur British United Air Ferries. In der Zwischenzeit war Laker zum Geschäftsführer von British United Airways bestimmt worden. Unter seiner Führung (1960 bis 1965) wurde British United zur ersten britischen Fluggesellschaft, die sich vollständig in Privatbesitz befand und moderne Strahlflugzeuge (BAC 1-11 und Vickers VC-10) bestellte und einsetzte. 1965 verließ Laker das Unternehmen auf Grund weitgehender Unstimmigkeiten zwischen ihm und dem Unternehmensvorsitzenden Miley Wyatt, um seine eigene Gesellschaft zu gründen.

## Laker Airways (1966–1982)
Siehe Hauptartikel Laker Airways.
Laker war mit seiner Fluggesellschaft zunächst vor allem im Charter- und Pauschalreisemarkt tätig. Die ersten Flugzeuge waren ausgemusterte Maschinen der British Overseas Airways Corporation, dem Vorgänger von British Airways. Ab 1977 war Laker Airways die erste Gesellschaft, die so genannte No-frills-Flüge auf Langstrecken anbot. Die Tickets für die „Skytrain“ genannten Flüge, zunächst von London Gatwick in die USA, waren mit Preisen von zum Teil unter 60 £ besonders für damalige Verhältnisse sehr billig, allerdings mussten die Passagiere alle gewünschten Extra (unter anderem die Bordverpflegung) selbst zahlen.

1979 wurde Freddie Laker von Königin Elisabeth II. für seine Verdienste in der Zivilluftfahrt zum Knight Bachelor geschlagen.
Wegen ausstehender Forderungen in Höhe von 270 Millionen £ verweigerten die kreditgebenden Banken der Gesellschaft am 5. Februar 1982 sämtliche weitere Zahlungen, womit Laker Airways den Betrieb einstellen musste. Laker selbst verklagte in der Folge verschiedene größere Fluggesellschaften wegen angeblicher Preisabsprachen, mit denen Laker Airways aus dem Geschäft getrieben werden sollte. Man einigte sich schließlich außerhalb des Gerichts auf eine Zahlung in Höhe von 100 Millionen US$ an Laker.

## Sir Freddie nach 1982
Bis in die Mitte der 1980er Jahre versuchte Laker Airways weitere Schadensersatzzahlungen von British Airways zu erhalten, jedoch ohne Erfolg. Laker versuchte mehrmals wieder den Flugbetrieb aufzunehmen, was trotz öffentlicher Spenden in Höhe von 1 Million £ letztendlich an der britischen Luftfahrtbehörde scheiterte. Er zog daraufhin zunächst nach Miami und später auf die Bahamas, wo 1992 die neu gegründete Laker Airways (Bahamas) startete. Der Flugbetrieb wurde mit zwei Boeing 727-200 ab Freeport in die USA aufgenommen. Zwischen 1996 und 1999 fanden auch einige Langstreckenflüge mit DC-10 statt. Die neue, als Laker Airways (Bahamas) bekannte, Fluggesellschaft erlitt ebenfalls Höhen und Tiefen und musste im Jahr 2005 schließlich den Betrieb einstellen.
Freddie Laker unterstützte Richard Branson und Stelios Haji-Ioannou, die Gründer der neuen British Airways-Konkurrenten Virgin Atlantic und Easyjet in den 90er Jahren, vor allem durch Seitenhiebe auf die British Airways. Virgin, welche mit einem den Skytrain-Flügen ähnlichen Streckennetz begann, taufte eine ihrer Boeing 747 auf den Namen „Spirit of Sir Freddie“.
Vielen gilt Laker als Personifizierung des Kapitalismus, nicht nur durch seinen rasanten Auf- und Abstieg. So wurde er zum Beispiel 1984 in der Filmkomödie Top Secret! in einer Reihe mit Karl Marx und Friedrich Engels erwähnt.

## Auszeichnungen
- 1980 Columbus Ehrenpreis der Vereinigung Deutscher Reisejournalisten